# 博·比奇
路易斯·亨利·比奇三世（1994年3月1日—）為美國男子籃球運動員，最後效力於台灣職業籃球大聯盟福爾摩沙夢想家。
比奇的父親巴德·比奇（Bud Beech）於1974年至1977年間代表弗拉格勒學院出賽，1984年至2007年執教於尼斯高中籃球校隊，2008年接掌新成立學校龐特韋德拉高中的籃球校隊兵符，2019年卸下兵符。比奇童年時的籃球偶像是父親在尼斯高中執教時麾下的切特·斯塔奇塔斯，比奇高中就讀龐特韋德拉高中，接受父親的鞭策。2011年12月比奇與北佛羅里達大學簽下意向書，2016年大學畢業後投入NBA选秀但落選，代表布鲁克林篮网參加夏季联赛，之後與布鲁克林篮网簽下一份為期一年的部分保障合約。
2022年7月6日，亞得里亞海聯賽FMP貝爾格勒簽下比奇。2023年8月12日，比奇加盟VTB聯賽葉尼塞。2024年9月10日，台灣職業籃球大聯盟福爾摩沙夢想家宣布與比奇簽約，中文登錄名為「貝奇」。

## 外部連結
- 博·比奇在fiba.basketball（英语）
- 博·比奇在NBA G聯盟官網（英语）
- 博·比奇在VTB聯賽官網（英语）
- 博·比奇在俄羅斯籃球協會官網（俄语）
- 博·比奇在德國籃球甲級聯賽官網（德语）
- 博·比奇在亞得里亞海聯賽官網（英语）
- 博·比奇在台灣職業籃球大聯盟官網
- 博·比奇在Basketball-Reference.com（NBA）（英语）
- 博·比奇在Basketball-Reference.com（NBA G聯盟）（英语）
- 博·比奇在Basketball-Reference.com（國際）（英语）
- 博·比奇在Sports-Reference.com（NCAA）（英语）
- 博·比奇在ESPN（NBA）（英语）
- 博·比奇在Eurobasket.com（球員）（英语）
- 博·比奇在Proballers（英语）
- 博·比奇在RealGM（球員）（英语）
- 博·比奇在Flashscore（英语）